# Cipres

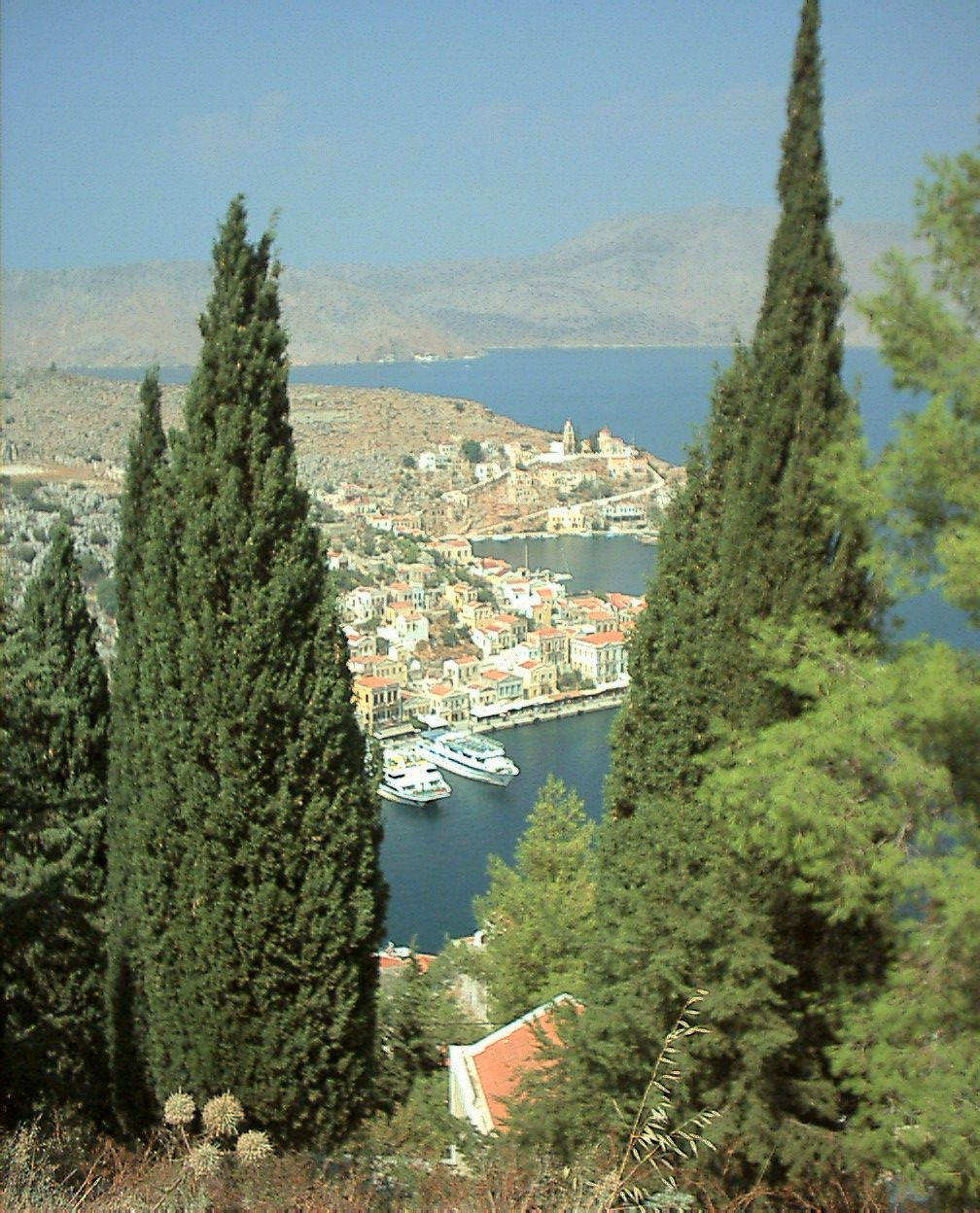
Cipressen

Cipres is de Nederlandse naam voor een boom of voor een houtsoort. Op welke boom of houtsoort de naam betrekking heeft zal wisselen met de context waarin de naam gebruikt wordt. De klassieke cipres is de Italiaanse cipres (Cupressus sempervirens), uit het Middellandse Zeegebied, maar veel bomen die er enigszins op lijken worden ook aangeduid als cipres.
In Nederland wordt de Italiaanse cipres eigenlijk nauwelijks aangeplant; een in Nederland groeiende cipres zal vaak de leylandcipres of de Californische cipres zijn. Dit zijn populaire bomen in de tuin: ze vullen een lege ruimte snel en mooi en blijven altijd groen.
De soorten uit de geslachten Cupressus en Chamaecyparis worden aangeduid als 'cipres', maar de naam is niet beperkt tot bomen uit die geslachten. Een cipres zal horen tot de cipresfamilie (Cupressaceae), mits een brede omschrijving van deze familie gehanteerd wordt. Veel van de literatuur gaat echter uit van een enge omschrijving, en in dat geval zijn er ook cipressen buiten deze familie.
Vroeger werd de spelling "cypres" gebruikt. Het woord "ceder" (in de brede betekenis) kan soms als synoniem dienen voor "cipres" (in de brede betekenis): deze woorden worden wel door elkaar gebruikt, bijvoorbeeld in samengestelde namen.